# Каратель POV
«Каратель POV» (англ. «Punisher P.O.V.») — обмежена серія коміксів з чотирьох випусків, що видавались американським видавництвом Marvel Comics, про Френка Касла, також відомого як Каратель. Серія була опублікована у 1991 році та написана Джимом Старліном, а намальована Берні Райтсоном.

## Історія публікації
1. «Книга I: Передбачення» (англ. «Book One: Foresight»; Липень 1991)
2. «Книга II: Екстроспекція» (англ. «Book Two: Extrospection»; Серпень 1991)
3. «Книга III: Самоаналіз» (англ. «Book Three: Introspection»; Вересень 1991)
4. «Книга IV: Ретроспектива» (англ. «Book Four: Hindsight»; Грудень 1991)

## Сюжет
Серія з чотирьох випусків розповідає про те, як Каратель полює на колишнього радикала 1960-х років, який вийшов з в'язниці лише для того, щоб бути жахливо понівеченим після вибуху бомби, над якою він працював разом зі своїм другом. Після впливу токсичних відходів спотворений радикал стає майже невбиваним завдяки хімічним речовинам, що мутують його, надаючи йому фактор прискореного зцілення.